# تلال شهبا
تلال شهبا البركانية هي أربع تلال بركانية تقع على صف واحد غرب مدينة شهبا في محافظة السويداء جنوب سوريا. يبلغ طول الصف الذي تمتدّ عليه التلال الأربعة كيلومتراً تقريباً، وهي تبدأ - من الشمال إلى الجنوب - بتل شيحان فتل الغرارة الشمالية فتل الجمل فتل الغرارة الجنوبية. ولهذه التلال قيمة تاريخية كبيرة، فتل شيحان مزار ديني قديم، وتل الغرارة الجنوبي تعلوه قلعة فرنسية قديمة، ولذلك فمن الممكن أن تستغل سياحياً بشكل كبير. وقد كانت هناك مقترحات لاستغلال تل شيحان وتل الغرارة الجنوبي لقيمتهما الأثرية، بالإضافة إلى بناء تلفريك بين تلي الجمل والغرارة.

## الجيولوجيا
تعرضت منطقة شهبا وجبل العرب لثورانات بركانية عنيفة قبل ملايين السنين، مما أدى إلى تشكيل هذه المعالم فيها. وقد خلفت هذه البراكين صبة بازلتية عملاقة بالإضافة إلى التلال البركانية الأربعة، هي هضبة اللجاة البازلتية، التي تشكل معلماً تضاريسياً فريداً جنوب سوريا، بين محافظتي درعا والسويداء، وتقع التلال الأربعة على الحدود الشرقية للجاة. تتألف ثلاث من التلال من الطف البركاني - الرمل الأسود - الداكن النقي، بذرات متساوية تقريباً، وهو ما يعد ثروة اقتصادية ضخمة. وأما التل الأخير وهو تل الجمل فيتكون من المخلفات البركانية الصخرية، وهي عديمة النفع اقتصادياً عدى عن كونها احتياطياً بازلتياً بسيطاً.

## الأساطير
تروي الأساطير المحلية القديمة أن سارة زوجة النبي إبراهيم مرت في مدينة شهبا على جماعة من الفلاحين يقفون أمام صبة كبيرة من القمح، وكان بجانبها عديلان كبيران عبئا بالقمح يقف جمل بينهما. طلبت سارة من الفلاحين إعطائها بعض القمح لتطعم أبناءها والجوعى واليتامى، فقال لها أحد الفلاحين ساخراً أنه ليس قمحاً، إنما رمل أسود، فقالت له: «إن شاء الله يصبح رملاً». وحسب الأسطورة فقد استجيب دعاؤها، فتحولت صبة القمح والعديلان إلى كتل عملاقة من الرمل الأسود، والجمل بين العديلين إلى كتلة صخرية.